# 101 Dalmatians II: Patch's London Adventure
101 Dalmatians II: Patch's London Adventure és la segona part del clàssic animat 101 dàlmates de Walt Disney Pictures, produïda per Disney Television Animation el 2003 i distribuïda directament en vídeo. Va ser dirigida per Jim Kammerud i Brian Smith.

## Argument
Es narra l'aventura del petit Patch que es troba perdut en un mar de taques, entre els seus germans, com si no es fes veure. Però hi ha una cosa que vol aconseguir: ser un gos únic en la seva espècie, com el Llampec, el seu heroi televisiu. El Patch es perd i se separa de la seva família, fet que fa possible que casualment conegui el Llampec però, en fer-ho, s'adona que aquest últim no és pas un heroi de veritat, sinó un actor. A continuació, els seus germans són segrestats novament per la Cruella de Vil i el seu excèntric aliat, un pintor obsessionat amb les taques que desaprova la idea de Cruella de fer art amb la pell dels cadells. El Patch i el Llampec demostren la seva valentia i salven els 100 dàlmates restants.